# Llengua chippewa
El chippewa (nom natiu: anishinaabemowin; també anomenada o ojibwa (ojibwe/ojibway) del sud-oest ojibwemowin) és una llengua algonquina parlada des de l'alt Michigan cap a l'oest fins a Dakota del Nord als Estats Units .  Representa el component meridional de la llengua ojibwe. El chippewa forma part de la família de llengües algonquines i una llengua indígena d'Amèrica del Nord. El chippewa forma part del continu dialectal de l'ojibwe (que inclou, a més del chippewa, l'ottawa, l'algonquin i l'oji-cree), estretament relacionat amb el potawatomi. Es parla a la riba sud del llac Superior i a les zones cap al sud i l'oest del llac Superior a Michigan i al sud d'Ontario. .  Els parlants d'aquesta llengua generalment l'anomenen anishinaabemowin ('la llengua anishinaabe') o més concretament, Ojibwemowin ('la llengua ojibwa').
Hi ha una gran variació en la llengua, algunes d'aquestes  causades per l'herència ètnica o geogràfica, mentre que es produeixen altres variacions de persona a persona. No hi ha una única estandardització de la llengua, ja que existeix com a continu dialectal, segons Nichols: "Existeix com una concatenació de varietats locals interconnectades, convencionalment anomenades dialectes".
A la franja sud de la seva distribució sobretot la parlen les generacions més grans del poble anishinaabe, i molts dels seus parlants també parlen anglès.  La llengua està classificada com a greument en perill d'extinció per la UNESCO.

## Sociolingüística

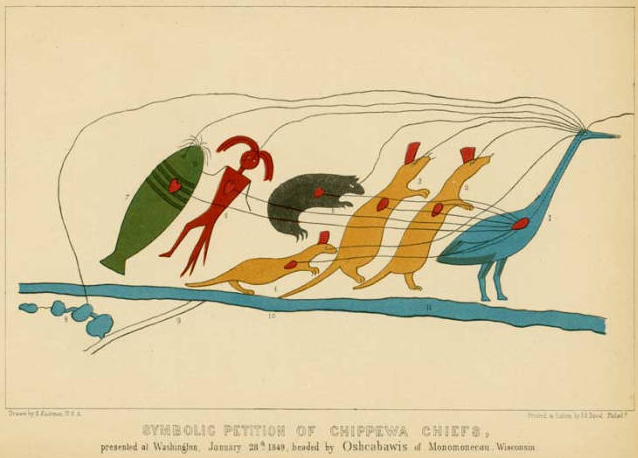
Petició de Chief Buffalo de 1849 originalment d'escorça de bedoll

Els dialectes chippewa han sigut objecte de molts treballs acadèmics, de William Whipple Warren i Fr. Frederic Baraga al segle XIX, i Frances Densmore, Jan Petrus Benjamin de Josselin de Jong, Charles Fiero, Earl Nyholm i John Nichols al segle xx. No obstant això, el dialecte chippewa de l’ojibwemowin ha continuat disminuint constantment. A partir de la dècada del 1970 moltes de les comunitats s'han dedicat grans esforços en la revitalització de la llengua, però només han aconseguit que aquesta sigui la segona llengua d'alguns parlants. Avui en dia la majoria dels parlants materns d'aquest dialecte de la llengua ojibwe són ancians, la quantitat dels quals està disminuint ràpidament, mentre que el nombre de parlants com a segona llengua entre les joves generacions està creixent. Tanmateix, cap dels parlants de segona llengua encara ha de passar a la fluïdesa d'un parlant de primera llengua.
A l'estiu de 2009 Anton Treuer de la Universitat Estatal de Bemidji va realitzar una enquesta informal sobre el nombre de parlants materns dels dialectes chippewa a Minnesota i Wisconsin per a convocar una sessió lingüística on abordar la necessitat de vocabulari associat a les matemàtiques i les ciències. Juntament amb altres reserves, que no foren enquestades, Treuer estimà només un miler de parlants materns del dialecte chippewa als Estats Units.
| Reserva             | Número de parlants materns | Número estimat de parlants de segona llengua | Número de població total |
| ------------------- | -------------------------- | -------------------------------------------- | ------------------------ |
| Red Lake            | 400                        | 2.400                                        | 10.570                   |
| Mille Lacs          | 150                        | 1.150                                        | 3.942                    |
| Leech Lake          | 90                         | 950                                          | 8.861                    |
| Bois Forte          | 20                         | 110                                          | 3.052                    |
| White Earth         | 15                         | 650                                          | 19.291                   |
| Grand Portage       | 3                          | 90                                           | 1.127                    |
| Fond du Lac         | 0                          | 520                                          | 4.044                    |
| St. Croix           | 25                         | 80                                           | 1.080                    |
| Lac Courte Oreilles | 10                         | 130                                          | 6.146                    |
| Lac du Flambeau     | 3                          | 120                                          | 3.457                    |
| Bad River           | 2                          | 100                                          | 6.921                    |
| Red Cliff           | 1                          | 50                                           | 4.470                    |
| Mole Lake           | 1                          | 20                                           | 1.279                    |

## Dialectes
Segons Ethnologue la llengua chipewa o el dialecte del sud-oest de la llengua ojibwe es divideix en quatre dialectes més petits:
- Upper Michigan-Wisconsin Chippewa : a la badia de Keweenaw, Lac Vieux Desert, Lac du Flambeau, Red Cliff, Bad River, Lac Courte Oreilles, St. Croix i Mille Lacs (Districte III).
- Minnesota central Chippewa : a Mille Lacs (Districts I i II), Fond du Lac, Leech Lake, White Earth i Turtle Mountain .
- Red Lake Chippewa : al Red Lake
- Minnesota Border Chippewa : a Grand Portage i Bois Forte

## Sintaxi
Com en altres varietats d' anishinaabemowin, el chippewa ja hi ha una gran quantitat d'informació a les paraules, de mode que l'ordre de les frases pot ser força lliure, però l'ordre principal de les paraules és subjecte–verb–objecte. Hi ha tres parts generals del discurs: substantius, verbs i altres. Els tipus de substantius es desglossen per nombre i per gènere animat o inanimat. Hi ha quatre menes de verbs que s'usen per marcar si el verb és transitiu, si el subjecte del verb és animat o inanimat, si l'objecte del verb és animat o inanimat i la pluralitat del subjecte. També hi ha una mena de verb que només es pot emprar a la inversa. Hi ha marques de cas que apareixen al principi de les paraules per marcar quina mena de verb o tipus de substantiu és la paraula. Entre les altres classes de mots hi ha adverbis, nombres, partícules, pre-noms i pre-verbs. Els pre-verbs i els pre-noms no són paraules senceres; tanmateix, modifiquen formes combinant-se lliurement amb substantius, verbs o adverbis per tal d'afegir-ne significat. Aquests mots van abans del que descriuen, i poden no trobar-se a l'inici de la paraula si s'afegeixen altres significats al mot. Els guions en chippewa signifiquen la ruptura entre el lexema i un pre-nom o pre-verb. La llengua empra post-posicions que s'adjunten als extrems de les paraules i no estan separades dels mots als que modifiquen. Per exemple, la paraula ashangewigamig significa "oficina de benestar" en chippewa, però la paraula ashangewigamigong significa "a l'oficina de benestar". El sufix -ong, i altres sufixos semblants, en chippewa són locatius. El chippewa generalment també usa l'ordre adjectiu-nom; tanmateix, alguns cops les dues paraules es modifiquen i combinen per a formar-ne una de sola. Molts cops s'utilitza un mot per mostrar frases. Les locucions preposicionals i algunes locucions nominals s'expressen en una sola paraula. Les combinacions nom-verb també s'expressen alguns cops en una sola paraula. La llengua chippewa té pronoms per marcar la persona (primera, segona o tercera) i el nombre (singular o plural). L'idioma també té un pronom inclusiu i un d'exclusiu en primera persona del plural. Aquests pronoms s'inclouen al verb i solen aplicar-se a l'inici  del verb juntament amb un sufix relacional.

## Morfologia
El llenguatge chippewa usa la flexió per crear noves formes de paraules i també la derivació per fer noves paraules a partir de parts d'altres. Usa la incorporació de substantius, que és la inclusió de substantius dins dels verbs i té molts afixos units a substantius i verbs. Per aquestes raons el tipus morfològic bàsic del chippewa és de règim polisintètic. La llengua empra noms compostos. Hi ha pocs substantius simples. La majoria dels substantius estan formats per una composició de lexemes i afixos.  El chippewa empra prefixos, sufixos i fins i tot infixos. Per a marcar la pluralitat s'afegeixen sufixos a darrera dels mots. Els prefixos s'usen per a marcar la possessió, i també s'empren per a marcar el tipus de verb o substantiu; i el temps verbal. Degut a aquesta aglutinació de significats en un mateix terme, en algunes frases pot resultar complicat separar-ne els significats. Com que els prefixos s'usen amb tanta freqüència, el lexema d'alguns mot pot restar "ocult" en algun lloc enmig del terme. Per algun neòfit en l'idioma pot resultar complicat trobar una paraula al diccionari.

## Fonologia
La llengua chippewa té tres vocals curtes (aio) i quatre vocals llargues (aa e ii oo). També hi ha vocals nasals que consisteixen en una vocal bàsica seguida de nh. La h es pot ometre abans d'una y o d'una parada glotal. Les vocals nasalitzades són vocals anteriors a ns, nz o nzh. Les consonants són comparables a les seves homòlogues angleses i s'escriuen: ⟨b ch d g h ' j k l n nh p r s sh t w y z zh⟩ . Les lletres que no s'usen en el chippewa són ⟨f l r u v⟩ i ⟨x⟩. La lletra ⟨c⟩ només s'empra en un dígraf, i la lletra ⟨h⟩ s'usa principalment en dígrafs, tanmateix en escasses ocasions, generalment en exclamacions, apareix de manera independent. Les lletres ⟨l⟩, ⟨f⟩ i ⟨r⟩ només apareixen en manlleus d'altres idiomes. Hi ha certs grups de consonants que es donen en el chippewa: sk, shp, sht, shk, mb, nd, nj, ng . Un grup de consonants també pot aparèixer amb una sola consonant seguida d'una w abans d'una vocal. La majoria de les lletres es pronuncien de manera semblant a com es pronuncien en anglès. Les lletres b, d i g sovint s'emmudeixen quan es col·loquen prop de consonants sordes o al començament de les paraules. De vegades s, t i ch es pronuncien amb més força que com es pronuncien en anglès i també amb un arrodoniment dels llavis. El llenguatge chippewausa parades sonores i sordes, fricatives, africades, parades nasals i aproximades. També utilitza llocs de consonants labials, alveolars, palatals, velars i glotals.